# Internationale Socialister
Internationale Socialister (forkortet IS) er en trotskistisk organisation i Danmark, stiftet som smågruppe på venstrefløjen i 1960'erne, og som parti i 1984. Fra 2006-2015 var den tilsluttet Enhedslisten, men udtrådte i januar 2015.

## Historie
Internationale Socialister blev i 1984 oprettet af en udbrydergruppe fra Venstresocialisterne. Organisationen er en del af bevægelsen International Socialist Tendency, som er ledet af det britiske parti Socialist Workers Party.
16. marts 1992 blev Internationale Socialisters kontor i København raseret af en bombe, og et medlem dræbt i det seneste politiske attentat i nyere tid, jf. Søllerødgadebomben. Sagen er aldrig opklaret. Ud af flere opstillede teorier regnes et højreradikalt attentat i dag som den mest plausible.
Ved organisationens kongres i marts 2006 besluttede Internationale Socialister kollektivt at tilslutte sig Enhedslisten. I januar 2015 meldte IS sig igen kollektivt ud af Enhedslisten. Denne beslutning var en reaktion på en frustration i IS, som ikke længere troede på Enhedslistens politik, idet man mente at partiet burde have væltet regeringen, blandt andet baseret på spørgsmålet om dagpenge.

## IS i dag
Efter bruddet med Enhedslisten kan medlemmer af IS som er aktive i fagbevægelsen eller bor i mindre byer dog stadig være medlem af Enhedslisten, ligesom IS opfordrer medlemmerne og sympatisører til at stemme på Enhedslisten ved Folketingsvalg.
Internationale Socialister udgiver månedsavisen Socialistisk Arbejderavis.